# 571-ша фольксгренадерська дивізія (Третій Рейх)
571-ша фольксгренадерська дивізія (Третій Рейх) (нім. 571. Volksgrenadier-Division) — піхотна дивізія народного ополчення (фольксгренадери) вермахту за часів Другої світової війни.

## Історія
571-ша фольксгренадерська дивізія сформована 25 серпня 1944 року в ході 32-ї хвилі мобілізації на території окупованої Данії поблизу міста Есб'єрга на полігоні Оксбулл. Але вже 2 вересня 1944 року її частини пішли на доукомплектування 18-ї фольксгренадерської дивізії.

## Райони бойових дій
- Данія (серпень — вересень 1944)

## Командування

### Командири
- генерал-майор Гюнтер Гоффманн-Шенборн (нім. Günther Hoffmann-Schönborn) (25 серпня — 2 вересня 1944)

### Склад
| 1944                                      |
| ----------------------------------------- |
| 1171-й гренадерський полк                 |
| 1172-й гренадерський полк                 |
| 1173-й гренадерський полк                 |
| 1571-й артилерійський полк                |
| 1571-ша рота зв'язку                      |
| 1571-ше дивізійне управління забезпечення |